# Biblioteca Giorgio Basili
La Biblioteca Giorgio Basili di Perugia, è una biblioteca afferente al polo comunale di Perugia in Italia specializzata in storia della cooperazione, storia economica, storia contemporanea e storia locale. È stata inaugurata il 29 maggio del 2014 per iniziativa Associazione Regionale Cooperative Servizi dell'Umbria e in primis sia dal Presidente Adriano Padiglioni che dal vicepresidente Vladimiro Zaffini, è stata intitolata a Giorgio Basili, presidente dell'Arcs fino alla sua prematura scomparsa nel 1993, e che per lascito ha donato la biblioteca personale al movimento cooperativo

## Storia
All'apertura conteneva circa 5.000 volumi più una ricca emeroteca e disponeva di una banca dati consultabile in rete.

## Attività
La biblioteca è gestita dal personale della Legacoop. Il servizio di consultazione e prestito è completamente gratuito ed è garantito a tutti i possessori della tessera unica delle biblioteche comunali di Perugia.